# Khaled Al Qubaisi
Khaled Abdulla Al Qubaisi (Abu Dhabi, 22 december 1975) is een ondernemer en autocoureur uit de Verenigde Arabische Emiraten. Tussen 2021 en 2024 was hij bestuursvoorzitter van de Mubadala Investment Company, een van de sovereign wealth funds van het emiraat Abu Dhabi. Zijn dochters Amna en Hamda Al Qubaisi zijn eveneens autocoureurs.

## Carrière
Al Qubaisi begon zijn autosportcarrière in de Porsche Supercup, waar hij in 2009 op het nieuwe Yas Marina Circuit als gastcoureur voor het Abu Dhabi Race Team. Ook nam hij deel aan de seizoensfinale van de Duitse Porsche Carrera Cup. In het seizoen 2009-2010 kwam hij ook uit in de Porsche GT3 Challenge Middle East, waarin hij negende werd. In 2010 en 2011 reed hij volledige seizoenen in de Porsche Supercup voor het Team Abu Dhabi by Tolimit. In deze twee jaren was een tiende plaats op de Hungaroring in 2011 zijn beste race-uitslag. Hij eindigde respectievelijk op de plaatsen 21 en 17 in het klassement. In 2012 keerde hij terug voor twee gastraces. Dat jaar won hij ook de 24 uur van Dubai, een zege die hij in 2013 met succes verdedigde.
In 2013 maakte Al Qubaisi zijn debuut in de 24 uur van Le Mans, waar hij samen met Andrea Bertolini en Abdulaziz Al Faisal voor JMW Motorsport tiende werd in de LMGTE Pro-klasse. In navolging debuteerde hij in 2014 in het FIA World Endurance Championship (WEC), waar hij samen met Klaus Bachler en Christian Ried voor Proton Competition in de LMGTE Am-klasse uitkwam. Hij behaalde podiumplaatsen in de 24 uur van Le Mans en de 6 uur van het Circuit of the Americas en werd met 121 punten vierde in de eindstand.

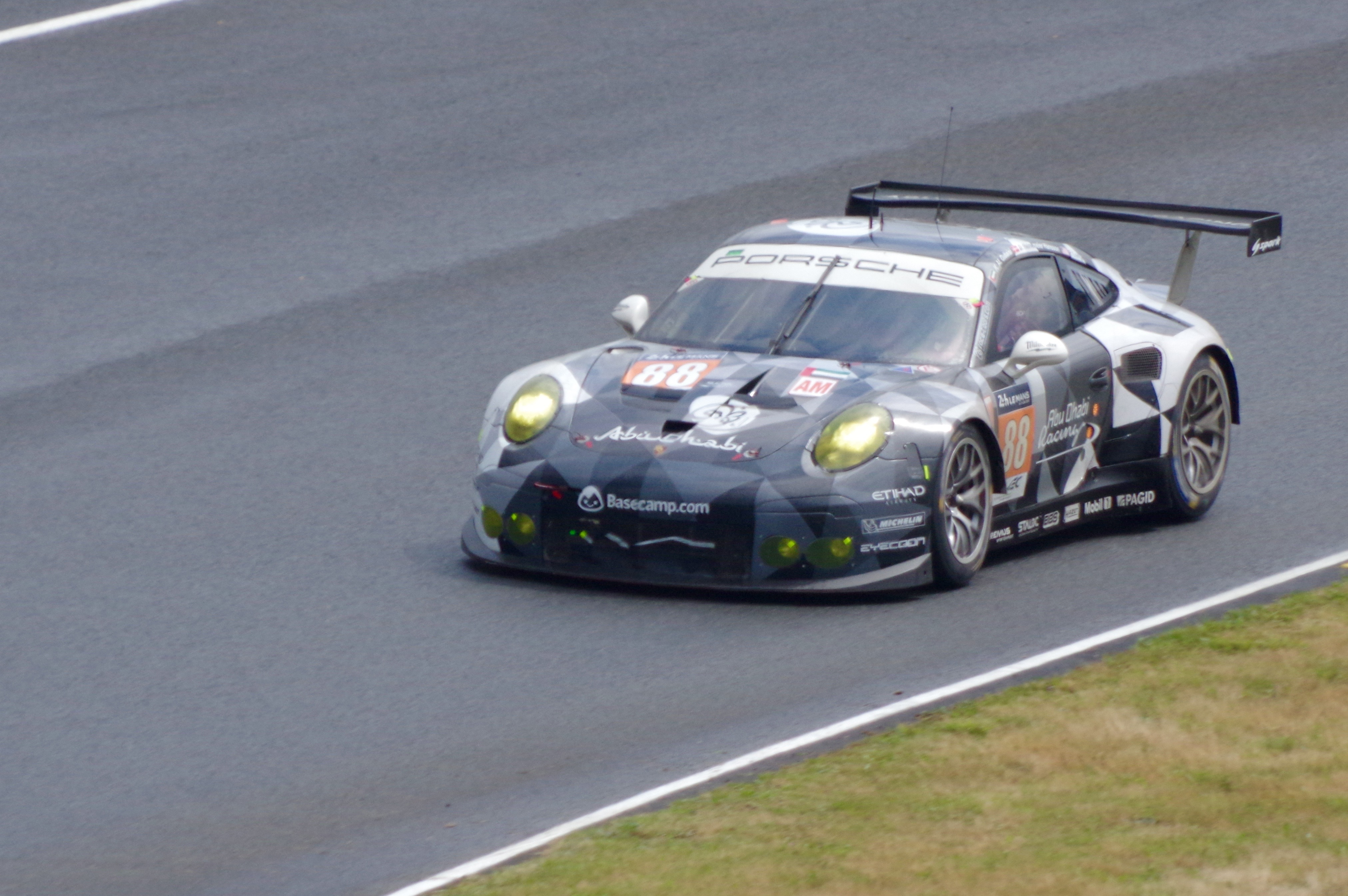
Khaled Al Qubaisi tijdens de 24 uur van Le Mans in 2016.

In 2015 bleef Al Qubaisi actief in het WEC bij Abu Dhabi-Proton Racing als teamgenoot van Bachler en Ried, die gedurende het seizoen werden vervangen door Earl Bamber en Marco Mapelli. Met twee podiumplaatsen in de 6 uur van het Circuit of the Americas en de 6 uur van Bahrein en werd met 82 punten zevende in het kampioenschap. In 2016 was hij teamgenoot van David Heinemeier Hansson en Patrick Long. Hij behaalde twee overwinningen in de 6 uur van Mexico en de 6 uur van Bahrein en werd hij met 151 punten tweede in het klassement.
In 2017 reed Al Qubaisi in de LMGTE Am-klasse van het WEC enkel in de 24 uur van Le Mans en de 6 uur van Shanghai, maar behaalde hij in de laatste race wel een podiumfinish. In het seizoen 2018-2019 reed hij in drie races met een podiumplaats in de 6 uur van Shanghai als hoogtepunt. In het seizoen 2019-2020 nam hij deel aan de 8 uur van Bahrein in zowel 2019 als 2020, met een podiumplaats in de laatste race. In 2021 reed hij in zijn laatste twee races in het kampioenschap.
In 2020 maakte Al Qubaisi zijn debuut in het formuleracing in het derde raceweekend van het Aziatisch Formule 3-kampioenschap voor het team Abu Dhabi Racing UAE op Yas Marina, met een tiende plaats als beste resultaat. In 2021 reed hij de laatste twee raceweekenden voor hetzelfde team, waar zijn dochter Amna ook voor reed. Twee vijftiende plaatsen op Yas Marina en het Dubai Autodrome waren zijn beste race-uitslagen. In 2022 reed hij het volledige seizoen in het Formula Regional Asian Championship, waar hij naast Amna ook zijn andere dochter Hamda als teamgenoot kreeg. Een zestiende plaats in de seizoensopener op Yas Marina was zijn beste resultaat. Hij kwam ook in aanmerking voor de Masters Cup, waar hij acht overwinningen behaalde en met 287 punten kampioen werd.